# Womannequin
Womannequin – to pierwszy w karierze album brytyjskiej piosenkarki Natalii Cappuccini. Zawiera pięć piosenek nagranych w wersji demo.

## Lista utworów
1. Real Woman
2. Numerology
3. Body Body Language
4. Chivarly Is Dead
5. Plain Jaine